# Памятная монета «Скифское золото. Олень»
Памятная монета «Скифское золото. Олень» (укр. пам'ятна монета «Скіфське золото. Олень») золотая памятная монета Национального банка Украины, посвящённая образцу ювелирного искусства Скифии — золотой пластине с изображением оленя (VII—VI вв. до н. э.) из кургана у села Синявки Черкасской области. Была введена в оборот 30 июня 2011 года. Относится к серии «Наименьшая золотая монета». Автор эскизов и моделей — Борис Груденко, авторы моделей — Владимир Демьяненко и Святослав Иваненко.

## Описание монеты и характеристики
| Номинал, гривен | Металл | Масса, г | Диаметр, мм | Качество изготовления         | Гурт    | Тираж, штук |
| --------------- | ------ | -------- | ----------- | ----------------------------- | ------- | ----------- |
| 2               | золото | 1,24     | 13,92       | специальное нециркулированное | гладкий | 10 000      |

### Аверс
На аверсе монеты в кольце из бусин изображён малый Государственный Герб Украины, над которым отмечен год чеканки монеты (2011); между кольцом и кантом монеты круговые надписи «НАЦИОНАЛЬНЫЙ БАНК УКРАИНЫ» (укр. НАЦІОНАЛЬНИЙ БАНК УКРАЇНИ, вверху), «2 ГРИВНЫ» (укр. 2 ГРИВНІ, внизу), а также обозначение металла (Au) и его пробы 999,9 (слева), масса (1,24 г) и логотип Монетного двора Национального банка Украины (справа).

### Реверс
На реверсе монеты изображена фигурка оленя, а внизу надпись «СКИФСКОЕ ЗОЛОТО» (укр. СКІФСЬКЕ ЗОЛОТО).

## Стоимость монеты
Стоимость монеты — 649 гривен (2011). Установлена Национальным банком Украины в период реализации монеты через его филиалы.